# Verwaltungsgliederung Deutschlands 1991
In diesem Artikel wird die Verwaltungsgliederung Deutschlands 1991 dargestellt. Die Bevölkerungszahlen geben den Stand zum 31. Dezember 1991 wieder.
Es werden Länder, Regierungsbezirke kreisfreie Städte und Landkreise, für Baden-Württemberg auch die Regionen aufgelistet. Die Fläche und Bevölkerung nach Regierungsbezirken, kreisfreien Städten und Landkreisen sind nach dem Stand vom 30. Juni 1991. Die Angaben zu Bevölkerung sind dem Statistischen Jahrbuch der Bundesrepublik Deutschland 1993 entnommen.

## Länder
| Land                         | Einwohner  | Fläche in km2 | Bev.-Dichte Ew./km2 | Hauptstadt  |
| ---------------------------- | ---------- | ------------- | ------------------- | ----------- |
| Baden-Württemberg            | 10.001.800 | 35.751,39     | 280                 | Stuttgart   |
| Freistaat Bayern             | 11.596.000 | 70.553,97     | 164                 | München     |
| Berlin                       | 3.446.000  | 889,10        | 3.876               | -           |
| Brandenburg                  | 2.542.700  | 29.052,53     | 88                  | Potsdam     |
| Freie Hansestadt Bremen      | 683.700    | 404,23        | 1.691               | -           |
| Freie und Hansestadt Hamburg | 1.668.800  | 755,31        | 2.209               | -           |
| Hessen                       | 5.837.300  | 21.114,35     | 276                 | Wiesbaden   |
| Mecklenburg-Vorpommern       | 1.891.700  | 23.598,21     | 80                  | Schwerin    |
| Niedersachsen                | 7.475.800  | 47.363,59     | 158                 | Hannover    |
| Nordrhein-Westfalen          | 17.509.900 | 34.070,68     | 514                 | Düsseldorf  |
| Rheinland-Pfalz              | 3.821.200  | 19.845,78     | 193                 | Mainz       |
| Saarland                     | 1.076.900  | 2.570,01      | 419                 | Saarbrücken |
| Freistaat Sachsen            | 4.678.900  | 18.337,74     | 255                 | Dresden     |
| Sachsen-Anhalt               | 2.823.300  | 20.442,92     | 138                 | Magdeburg   |
| Schleswig-Holstein           | 2.648.500  | 15.731,33     | 168                 | Kiel        |
| Freistaat Thüringen          | 2.572.100  | 16.251,36     | 158                 | Erfurt      |
| Bundesrepublik Deutschland   | 80.274.500 | 356.732,50    | 225                 | Berlin      |

## Baden-Württemberg
| Landkreis (ggf. Sitz)                              | Einwohner | Fläche in km2 | Bev.-Dichte Ew./km2 |
| -------------------------------------------------- | --------- | ------------- | ------------------- |
| Konstanz                                           | 248.000   | 817,98        | 303                 |
| Lörrach                                            | 203.300   | 806,83        | 252                 |
| Waldshut (in Waldshut-Tiengen)                     | 156.800   | 1.131,17      | 139                 |
| Regionalverband Hochrhein-Bodensee                 | 608.100   | 2.755,98      | 221                 |
| Landkreis (ggf. Sitz)                              | Einwohner | Fläche in km2 | Bev.-Dichte Ew./km2 |
| Rottweil                                           | 133.900   | 769,49        | 174                 |
| Schwarzwald-Baar-Kreis (in Villingen-Schwenningen) | 203.600   | 1.025,28      | 199                 |
| Tuttlingen                                         | 121.400   | 734,35        | 165                 |
| Region Schwarzwald-Baar-Heuberg                    | 458.900   | 2.529,12      | 181                 |
| Stadtkreis                                         | Einwohner | Fläche in km2 | Bev.-Dichte Ew./km2 |
| Freiburg im Breisgau                               | 191.600   | 153,04        | 1.252               |
| Landkreis (ggf. Sitz)                              | Einwohner | Fläche in km2 | Bev.-Dichte Ew./km2 |
| Breisgau-Hochschwarzwald (in Freiburg im Breisgau) | 218.900   | 1.378,40      | 159                 |
| Emmendingen                                        | 139.900   | 679,88        | 206                 |
| Ortenaukreis (in Offenburg)                        | 374.300   | 1.860,78      | 201                 |
| Regionalverband Südlicher Oberrhein                | 924.700   | 4.072,10      | 227                 |
| Regierungsbezirk Freiburg                          | 1.991.700 | 9.357,20      | 213                 |

| Stadtkreis                          | Einwohner | Fläche in km2 | Bev.-Dichte Ew./km2 |
| ----------------------------------- | --------- | ------------- | ------------------- |
| Baden-Baden                         | 51.900    | 140,17        | 370                 |
| Karlsruhe                           | 276.500   | 173,44        | 1.594               |
| Landkreis                           | Einwohner | Fläche in km2 | Bev.-Dichte Ew./km2 |
| Karlsruhe                           | 383.100   | 1.084,93      | 353                 |
| Rastatt                             | 205.300   | 738,77        | 278                 |
| Regionalverband Mittlerer Oberrhein | 916.900   | 2.137,31      | 429                 |
| Stadtkreis                          | Einwohner | Fläche in km2 | Bev.-Dichte Ew./km2 |
| Pforzheim                           | 113.600   | 97,84         | 1.161               |
| Landkreis (ggf. Sitz)               | Einwohner | Fläche in km2 | Bev.-Dichte Ew./km2 |
| Calw                                | 149.900   | 797,54        | 188                 |
| Enzkreis (in Pforzheim)             | 177.300   | 573,88        | 309                 |
| Freudenstadt                        | 110.900   | 870,63        | 127                 |
| Regionalverband Nordschwarzwald     | 551.700   | 2.339,89      | 236                 |
| Stadtkreis                          | Einwohner | Fläche in km2 | Bev.-Dichte Ew./km2 |
| Heidelberg                          | 138.000   | 108,83        | 1.268               |
| Mannheim                            | 312.000   | 144,95        | 2.152               |
| Landkreis                           | Einwohner | Fläche in km2 | Bev.-Dichte Ew./km2 |
| Neckar-Odenwald-Kreis (in Mosbach)  | 139.300   | 1.126,31      | 124                 |
| Rhein-Neckar-Kreis (in Heidelberg)  | 491.100   | 1.061,59      | 463                 |
| Region Unterer Neckar               | 1.080.300 | 2.441,68      | 442                 |
| Regierungsbezirk Karlsruhe          | 2.548.800 | 6.918,88      | 368                 |

| Stadtkreis                                | Einwohner | Fläche in km2 | Bev.-Dichte Ew./km2 |
| ----------------------------------------- | --------- | ------------- | ------------------- |
| Heilbronn                                 | 116.200   | 99,86         | 1.163               |
| Landkreis (ggf. Sitz)                     | Einwohner | Fläche in km2 | Bev.-Dichte Ew./km2 |
| Heilbronn                                 | 275.400   | 1.099,57      | 250                 |
| Hohenlohekreis (in Künzelsau)             | 93.900    | 776,69        | 121                 |
| Main-Tauber-Kreis (in Tauberbischofsheim) | 128.900   | 1.304,50      | 99                  |
| Schwäbisch Hall                           | 165.600   | 1.484,02      | 112                 |
| Region Franken                            | 780.000   | 4.764,64      | 164                 |
| Stadtkreis                                | Einwohner | Fläche in km2 | Bev.-Dichte Ew./km2 |
| Stuttgart                                 | 583.700   | 207,32        | 2.816               |
| Landkreis (ggf. Sitz)                     | Einwohner | Fläche in km2 | Bev.-Dichte Ew./km2 |
| Böblingen                                 | 337.200   | 617,85        | 546                 |
| Esslingen                                 | 482.200   | 641,49        | 752                 |
| Göppingen                                 | 244.500   | 642,35        | 381                 |
| Ludwigsburg                               | 468.000   | 687,13        | 681                 |
| Rems-Murr-Kreis (in Waiblingen)           | 383.500   | 858,10        | 447                 |
| Region Mittlerer Neckar                   | 2.499.200 | 3.654,24      | 684                 |
| Landkreis (ggf. Sitz)                     | Einwohner | Fläche in km2 | Bev.-Dichte Ew./km2 |
| Heidenheim                                | 131.600   | 627,18        | 210                 |
| Ostalbkreis (in Aalen)                    | 296.200   | 1.511,55      | 196                 |
| Region Ostwürttemberg                     | 427.800   | 2.138,73      | 200                 |
| Regierungsbezirk Stuttgart                | 3.707.000 | 10.557,61     | 351                 |

| Landkreis (ggf. Sitz)                 | Einwohner | Fläche in km2 | Bev.-Dichte Ew./km2 |
| ------------------------------------- | --------- | ------------- | ------------------- |
| Bodenseekreis (in Friedrichshafen)    | 185.300   | 664,66        | 279                 |
| Ravensburg                            | 249.500   | 1.631,72      | 153                 |
| Sigmaringen                           | 121.800   | 1.204,36      | 101                 |
| Regionalverband Bodensee-Oberschwaben | 556.600   | 3.500,74      | 159                 |
| Stadtkreis                            | Einwohner | Fläche in km2 | Bev.-Dichte Ew./km2 |
| Ulm                                   | 111.000   | 118,68        | 935                 |
| Landkreis (ggf. Sitz)                 | Einwohner | Fläche in km2 | Bev.-Dichte Ew./km2 |
| Alb-Donau-Kreis (in Ulm)              | 170.200   | 1.357,31      | 125                 |
| Biberach                              | 164.200   | 1.409,85      | 116                 |
| Region Donau-Iller                    | 445.400   | 2.885,84      | 154                 |
| Landkreis (ggf. Sitz)                 | Einwohner | Fläche in km2 | Bev.-Dichte Ew./km2 |
| Reutlingen                            | 260.500   | 1.094,22      | 238                 |
| Tübingen                              | 194.900   | 519,18        | 375                 |
| Zollernalbkreis (in Balingen)         | 183.000   | 917,72        | 199                 |
| Regionalverband Neckar-Alb            | 638.400   | 2.531,12      | 252                 |
| Regierungsbezirk Tübingen             | 1.640.300 | 8.917,70      | 184                 |

## Freistaat Bayern
| Kreisfreie Stadt                                             | Einwohner | Fläche in km2 | Bev.-Dichte Ew./km2 |
| ------------------------------------------------------------ | --------- | ------------- | ------------------- |
| Ansbach                                                      | 38.200    | 99.94         | 382                 |
| Erlangen                                                     | 102.600   | 76,97         | 1.333               |
| Fürth                                                        | 104.400   | 63,34         | 1.648               |
| Nürnberg                                                     | 494.900   | 185,78        | 2.664               |
| Schwabach                                                    | 35.800    | 40,71         | 879                 |
| Landkreis (ggf. Sitz)                                        | Einwohner | Fläche in km2 | Bev.-Dichte Ew./km2 |
| Ansbach                                                      | 166.400   | 1.972,25      | 84                  |
| Erlangen-Höchstadt (in Erlangen)                             | 115.400   | 564,91        | 204                 |
| Fürth                                                        | 99.500    | 307,60        | 323                 |
| Neustadt a. d. Aisch-Bad Windsheim (in Neustadt a. d. Aisch) | 90.100    | 1.267,68      | 71                  |
| Nürnberger Land (in Lauf a. d. Pegnitz)                      | 158.900   | 800,61        | 198                 |
| Roth                                                         | 111.400   | 895,31        | 124                 |
| Weißenburg-Gunzenhausen (in Weißenburg i. Bay.)              | 90.800    | 970,68        | 94                  |
| Regierungsbezirk Mittelfranken                               | 1.808.400 | 7.245,78      | 222                 |

| Kreisfreie Stadt                  | Einwohner | Fläche in km2 | Bev.-Dichte Ew./km2 |
| --------------------------------- | --------- | ------------- | ------------------- |
| Landshut                          | 59.400    | 65,65         | 904                 |
| Passau                            | 50.400    | 69,71         | 723                 |
| Straubing                         | 42.100    | 67,64         | 622                 |
| Landkreis (ggf. Sitz)             | Einwohner | Fläche in km2 | Bev.-Dichte Ew./km2 |
| Deggendorf                        | 107.200   | 861,12        | 125                 |
| Dingolfing-Landau (in Dingolfing) | 80.200    | 878,02        | 91                  |
| Freyung-Grafenau (in Freyung)     | 79.400    | 964,42        | 81                  |
| Kelheim                           | 96.000    | 1.067,18      | 90                  |
| Landshut                          | 123.400   | 1.348,23      | 92                  |
| Passau                            | 172.600   | 1.530,37      | 113                 |
| Regen                             | 80.200    | 975,06        | 82                  |
| Rottal-Inn (in Pfarrkirchen)      | 108.800   | 1.281,37      | 85                  |
| Straubing-Bogen (in Straubing)    | 85.200    | 1.202,30      | 71                  |
| Regierungsbezirk Niederbayern     | 1.084.900 | 10.331,07     | 105                 |

| Kreisfreie Stadt                                | Einwohner | Fläche in km2 | Bev.-Dichte Ew./km2 |
| ----------------------------------------------- | --------- | ------------- | ------------------- |
| Ingolstadt                                      | 106.400   | 133,37        | 798                 |
| München                                         | 1.236.500 | 310,47        | 3.983               |
| Rosenheim                                       | 56.500    | 37,09         | 1.524               |
| Landkreis (ggf. Sitz)                           | Einwohner | Fläche in km2 | Bev.-Dichte Ew./km2 |
| Altötting                                       | 99.400    | 569,42        | 175                 |
| Bad Tölz-Wolfratshausen (in Bad Tölz)           | 105.500   | 1.111,81      | 95                  |
| Berchtesgadener Land (in Bad Reichenhall)       | 95.800    | 839,87        | 114                 |
| Dachau                                          | 113.200   | 579,20        | 195                 |
| Ebersberg                                       | 102.800   | 549,33        | 187                 |
| Eichstätt                                       | 105.300   | 1.214,36      | 87                  |
| Erding                                          | 95.700    | 870,90        | 110                 |
| Freising                                        | 130.200   | 799,25        | 163                 |
| Fürstenfeldbruck                                | 181.500   | 434,68        | 418                 |
| Garmisch-Partenkirchen                          | 83.800    | 1.012,23      | 83                  |
| Landsberg a. Lech                               | 91.200    | 804,39        | 113                 |
| Miesbach                                        | 86.700    | 863,52        | 100                 |
| Mühldorf a. Inn                                 | 99.700    | 805,26        |                     |
| München                                         | 268.400   | 667,66        | 402                 |
| Neuburg-Schrobenhausen (in Neuburg a. d. Donau) | 80.900    | 739,72        | 109                 |
| Pfaffenhofen a. d. Ilm                          | 97.000    | 759,33        | 128                 |
| Rosenheim                                       | 208.300   | 1.438,64      | 145                 |
| Starnberg                                       | 115.300   | 488,01        | 236                 |
| Traunstein                                      | 155.300   | 1.534,01      | 101                 |
| Weilheim-Schongau (in Weilheim i. OB.)          | 113.300   | 966,34        | 117                 |
| Regierungsbezirk Oberbayern                     | 3.828.900 | 17.528,86     | 218                 |

| Kreisfreie Stadt             | Einwohner | Fläche in km2 | Bev.-Dichte Ew./km2 |
| ---------------------------- | --------- | ------------- | ------------------- |
| Bamberg                      | 70.600    | 54,73         | 1.289               |
| Bayreuth                     | 72.400    | 66,89         | 1.083               |
| Coburg                       | 44.200    | 47,14         | 938                 |
| Hof                          | 52.900    | 57,89         | 915                 |
| Landkreis                    | Einwohner | Fläche in km2 | Bev.-Dichte Ew./km2 |
| Bamberg                      | 127.300   | 1.168,27      | 109                 |
| Bayreuth                     | 102.300   | 1.273,00      | 80                  |
| Coburg                       | 86.500    | 591,54        | 146                 |
| Forchheim                    | 104.100   | 642,89        | 162                 |
| Hof                          | 106.500   | 892,32        | 122                 |
| Kronach                      | 76.800    | 651,54        | 118                 |
| Kulmbach                     | 75.600    | 656,50        | 115                 |
| Lichtenfels                  | 68.300    | 521,84        | 131                 |
| Wunsiedel i. Fichtelgebirge  | 89.500    | 606,75        | 148                 |
| Regierungsbezirk Oberfranken | 1.079.100 | 7.231,30      | 149                 |

| Kreisfreie Stadt            | Einwohner | Fläche in km2 | Bev.-Dichte Ew./km2 |
| --------------------------- | --------- | ------------- | ------------------- |
| Amberg                      | 43.200    | 50,07         | 863                 |
| Regensburg                  | 122.300   | 80,82         | 1.513               |
| Weiden i. d. OPf.           | 42.400    | 68,13         | 622                 |
| Landkreis (ggf. Sitz)       | Einwohner | Fläche in km2 | Bev.-Dichte Ew./km2 |
| Amberg-Sulzbach (in Amberg) | 100.200   | 1.255,33      | 80                  |
| Cham                        | 126.500   | 1.509,80      | 84                  |
| Neumarkt i. d. OPf.         | 112.800   | 1.343,97      | 84                  |
| Neustadt a. d. Waldnaab     | 96.700    | 1.430,16      | 68                  |
| Regensburg                  | 155.100   | 1.395,32      | 111                 |
| Schwandorf                  | 135.700   | 1.472,78      | 92                  |
| Tirschenreuth               | 79.600    | 1.084,93      | 73                  |
| Regierungsbezirk Oberpfalz  | 1.014.500 | 9.691,31      | 105                 |

| Kreisfreie Stadt               | Einwohner | Fläche in km2 | Bev.-Dichte Ew./km2 |
| ------------------------------ | --------- | ------------- | ------------------- |
| Augsburg                       | 258.300   | 147,16        | 1.755               |
| Kaufbeuren                     | 40.600    | 40,05         | 1.014               |
| Kempten (Allgäu)               | 62.100    | 63,28         | 981                 |
| Memmingen                      | 39.700    | 70,16         | 566                 |
| Landkreis (ggf. Sitz)          | Einwohner | Fläche in km2 | Bev.-Dichte Ew./km2 |
| Aichach-Friedberg (in Aichach) | 108.700   | 763,97        | 142                 |
| Augsburg                       | 207.800   | 1.088,29      | 191                 |
| Dillingen a. d. Donau          | 84.000    | 791,98        | 106                 |
| Donau-Ries (in Donauwörth)     | 121.900   | 1.274,92      | 96                  |
| Günzburg                       | 112.100   | 762,25        | 147                 |
| Lindau (Bodensee)              | 73.800    | 323,30        | 228                 |
| Neu-Ulm                        | 147.800   | 515,51        | 287                 |
| Oberallgäu (in Sonthofen)      | 137.800   | 1.526,76      | 90                  |
| Ostallgäu (in Marktoberdorf)   | 122.700   | 1.395,22      | 88                  |
| Unterallgäu (in Mindelheim)    | 122.000   | 1.230,31      | 99                  |
| Regierungsbezirk Schwaben      | 1.639.300 | 9,993,16      | 164                 |

| Kreisfreie Stadt                            | Einwohner | Fläche in km2 | Bev.-Dichte Ew./km2 |
| ------------------------------------------- | --------- | ------------- | ------------------- |
| Aschaffenburg                               | 64.300    | 62,56         | 1.028               |
| Schweinfurt                                 | 54.600    | 35,88         | 1.521               |
| Würzburg                                    | 128.000   | 87,66         | 1.460               |
| Landkreis (ggf. Sitz)                       | Einwohner | Fläche in km2 | Bev.-Dichte Ew./km2 |
| Aschaffenburg                               | 162.500   | 699,06        | 232                 |
| Bad Kissingen                               | 105.100   | 1.136,67      | 92                  |
| Haßberge (in Haßfurt)                       | 83.700    | 956,53        | 88                  |
| Kitzingen                                   | 83.200    | 684,44        | 121                 |
| Main-Spessart (in Karlstadt)                | 127.600   | 1.322,14      | 96                  |
| Miltenberg                                  | 121.200   | 715,71        | 169                 |
| Rhön-Grabfeld (in Bad Neustadt a. d. Saale) | 81.800    | 1.021,86      | 80                  |
| Schweinfurt                                 | 108.700   | 841,28        | 129                 |
| Würzburg                                    | 145.400   | 968,70        | 150                 |
| Regierungsbezirk Unterfranken               | 1.266.000 | 8.532,49      | 148                 |

## Berlin
Der Stadtstaat Berlin besteht aus Westberlin und Ostberlin. Ostberlin trat am 3. Oktober 1990 dem Gültigkeitsbereich des Grundgesetzes der Bundesrepublik Deutschland bei.
| Stadt  | Einwohner | Fläche in km2 | Bev.-Dichte Ew./km2 |
| ------ | --------- | ------------- | ------------------- |
| Berlin | 3.446.000 | 889,10        | 3.876               |

## Brandenburg
Das Bundesland Brandenburg trat am 3. Oktober 1990 dem Gültigkeitsbereich des Grundgesetzes der Bundesrepublik Deutschland bei. Die Landkreise wurde unverändert der Kreise in DDR in dem Gebiet des Landes Brandenburg übernommen und waren kleiner als die Landkreise in den alten Ländern der Bundesrepublik Deutschland.
| Kreisfreie Stadt        | Einwohner | Fläche in km2 | Bev.-Dichte Ew./km2 |
| ----------------------- | --------- | ------------- | ------------------- |
| Brandenburg a. d. Havel | 89.500    | 167,02        | 536                 |
| Cottbus                 | 124.900   | 47,68         | 2.619               |
| Eisenhüttenstadt        | 49.900    | 53,57         | 931                 |
| Frankfurt (Oder)        | 85.700    | 147,63        | 581                 |
| Potsdam                 | 139.500   | 100,57        | 1.387               |
| Schwedt/Oder            | 50.100    | 76,32         | 657                 |
| Landkreis               | Einwohner | Fläche in km2 | Bev.-Dichte Ew./km2 |
| Angermünde              | 33.400    | 914,94        | 37                  |
| Bad Freienwalde         | 36.000    | 588,49        | 61                  |
| Bad Liebenwerda         | 51.800    | 599,55        | 86                  |
| Beeskow                 | 36.200    | 941,39        | 38                  |
| Belzig                  | 32.500    | 913,35        | 37                  |
| Bernau                  | 70.000    | 757,84        | 92                  |
| Brandenburg             | 35.600    | 882,52        | 40                  |
| Calau                   | 53.800    | 618,49        | 87                  |
| Cottbus                 | 42.200    | 727,38        | 58                  |
| Eberswalde              | 78.500    | 713,52        | 110                 |
| Eisenhüttenstadt        | 19.500    | 536,76        | 36                  |
| Finsterwalde            | 53.300    | 644,60        | 83                  |
| Forst                   | 37.200    | 307,09        | 121                 |
| Fürstenwalde            | 101.200   | 924,47        | 110                 |
| Gransee                 | 42.600    | 944,72        | 45                  |
| Guben                   | 39.900    | 380,82        | 105                 |
| Herzberg                | 36.200    | 667,39        | 54                  |
| Jüterbog                | 35.200    | 765,87        | 50                  |
| Königs Wusterhausen     | 84.100    | 725,51        | 116                 |
| Kyritz                  | 32.800    | 809,24        | 41                  |
| Lübben                  | 31.700    | 805,99        | 39                  |
| Luckau                  | 28.600    | 703,33        | 41                  |
| Luckenwalde             | 42.300    | 587,59        | 72                  |
| Nauen                   | 70.800    | 889,04        | 80                  |
| Neuruppin               | 63.600    | 1.263,76      | 50                  |
| Oranienburg             | 125.600   | 856,72        | 147                 |
| Perleberg               | 69.400    | 1.065,66      | 65                  |
| Potsdam                 | 97.300    | 737,85        | 132                 |
| Prenzlau                | 42.100    | 791,46        | 53                  |
| Pritzwalk               | 31.200    | 761,86        | 41                  |
| Rathenow                | 59.600    | 817,72        | 73                  |
| Seelow                  | 38.700    | 843,07        | 46                  |
| Senftenberg             | 109.400   | 597,97        | 183                 |
| Spremberg               | 41.300    | 348,82        | 118                 |
| Strausberg              | 88.000    | 689,40        | 128                 |
| Templin                 | 34.700    | 996,00        | 35                  |
| Wittstock               | 23.900    | 573,93        | 42                  |
| Zossen                  | 73.100    | 765,63        | 95                  |

## Freie Hansestadt Bremen
| Kreisfreie Stadt | Einwohner | Fläche in km2 | Bev.-Dichte Ew./km2 |
| ---------------- | --------- | ------------- | ------------------- |
| Bremen           | 552.300   | 326,72        | 1.690               |
| Bremerhaven      | 130.800   | 77,51         | 1.687               |

## Freie und Hansestadt Hamburg
| Stadt   | Einwohner | Fläche in km2 | Bev.-Dichte Ew./km2 |
| ------- | --------- | ------------- | ------------------- |
| Hamburg | 1.668.800 | 755,31        | 2.209               |

## Hessen
| Kreisfreie Stadt                              | Einwohner | Fläche in km2 | Bev.-Dichte Ew./km2 |
| --------------------------------------------- | --------- | ------------- | ------------------- |
| Darmstadt                                     | 139.500   | 122,35        | 1.140               |
| Frankfurt am Main                             | 647.200   | 248,35        | 2.606               |
| Offenbach am Main                             | 115.200   | 44,84         | 2.570               |
| Wiesbaden                                     | 261.800   | 203,94        | 1.284               |
| Landkreis (ggf. Sitz)                         | Einwohner | Fläche in km2 | Bev.-Dichte Ew./km2 |
| Bergstraße (in Heppenheim)                    | 250.300   | 719,51        | 348                 |
| Darmstadt-Dieburg (in Darmstadt)              | 263.200   | 658,39        | 400                 |
| Groß-Gerau                                    | 236.000   | 453,08        | 521                 |
| Hochtaunuskreis (in Bad Homburg vor der Höhe) | 214.700   | 482,13        | 445                 |
| Main-Kinzig-Kreis (in Hanau)                  | 378.800   | 1.397,35      | 271                 |
| Main-Taunus-Kreis (in Hofheim am Taunus)      | 207.600   | 222,40        | 933                 |
| Odenwaldkreis (in Erbach)                     | 92.500    | 623,96        | 148                 |
| Offenbach                                     | 318.300   | 356,17        | 894                 |
| Rheingau-Taunus-Kreis (in Bad Schwalbach)     | 173.200   | 811,54        | 213                 |
| Wetteraukreis (in Friedberg (Hessen))         | 267.400   | 1.100,68      | 243                 |
| Regierungsbezirk Darmstadt                    | 3.565.700 | 7.444,69      | 479                 |

| Landkreis (ggf. Sitz)                    | Einwohner | Fläche in km2 | Bev.-Dichte Ew./km2 |
| ---------------------------------------- | --------- | ------------- | ------------------- |
| Gießen                                   | 240.800   | 854,64        | 282                 |
| Lahn-Dill-Kreis (in Wetzlar)             | 250.100   | 1.066,60      | 234                 |
| Limburg-Weilburg (in Limburg a. d. Lahn) | 160.200   | 738,35        | 217                 |
| Marburg-Biedenkopf (in Marburg)          | 242.600   | 1.266,55      | 192                 |
| Vogelsbergkreis (in Lauterbach)          | 114.700   | 1.458,98      | 79                  |
| Regierungsbezirk Gießen                  | 1.008.400 | 5.381,12      | 187                 |

| Kreisfreie Stadt                       | Einwohner | Fläche in km2 | Bev.-Dichte Ew./km2 |
| -------------------------------------- | --------- | ------------- | ------------------- |
| Kassel                                 | 194.800   | 106,77        | 1.824               |
| Landkreis (ggf. Sitz)                  | Einwohner | Fläche in km2 | Bev.-Dichte Ew./km2 |
| Fulda                                  | 199.100   | 1.380,37      | 144                 |
| Hersfeld-Rotenburg (in Bad Hersfeld)   | 130.000   | 1.097,06      | 119                 |
| Kassel                                 | 233.000   | 1.292,65      | 180                 |
| Schwalm-Eder-Kreis (in Homberg (Efze)) | 184.200   | 1.538,45      | 120                 |
| Waldeck-Frankenberg (in Korbach)       | 159.500   | 1.848,55      | 86                  |
| Werra-Meißner-Kreis (in Eschwege)      | 116.700   | 1.024,69      | 114                 |
| Regierungsbezirk Kassel                | 1.217.200 | 8.288,57      | 147                 |

## Mecklenburg-Vorpommern
Das Land Mecklenburg-Vorpommern trat am 3. Oktober 1990 dem Gültigkeitsbereich des Grundgesetzes der Bundesrepublik Deutschland bei. Die Landkreise wurden unverändert aus den Kreisen der DDR im Gebiet Mecklenburg-Vorpommerns übernommen.
Sie waren kleiner als die Landkreise in den alten Ländern der Bundesrepublik Deutschland.
| Kreisfreie Stadt            | Einwohner | Fläche in km2 | Bev.-Dichte Ew./km2 |
| --------------------------- | --------- | ------------- | ------------------- |
| Greifswald                  | 65.900    | 50,18         | 1.314               |
| Neubrandenburg              | 88.600    | 85,64         | 1.035               |
| Rostock                     | 246.600   | 180,65        | 1.365               |
| Schwerin                    | 126.800   | 129,99        | 975                 |
| Stralsund                   | 72.200    | 38,67         | 1.866               |
| Wismar                      | 55.100    | 41,10         | 1.340               |
| Landkreis (ggf. Sitz)       | Einwohner | Fläche in km2 | Bev.-Dichte Ew./km2 |
| Altentreptow                | 22.100    | 501,30        | 44                  |
| Anklam                      | 37.200    | 755,30        | 42                  |
| Bad Doberan                 | 47.900    | 550,27        | 87                  |
| Bützow                      | 28.400    | 480,00        | 59                  |
| Demmin                      | 42.800    | 783,20        | 55                  |
| Gadebusch                   | 23.400    | 535,51        | 44                  |
| Greifswald                  | 24.000    | 586,59        | 41                  |
| Grevesmühlen                | 40.500    | 666,65        | 61                  |
| Grimmen                     | 32.500    | 632,04        | 51                  |
| Güstrow                     | 69.800    | 1.002,02      | 70                  |
| Hagenow                     | 69.800    | 1.521,85      | 46                  |
| Ludwigslust                 | 58.200    | 1.014,58      | 57                  |
| Lübz                        | 33.200    | 699,62        | 48                  |
| Malchin                     | 38.000    | 651,42        | 58                  |
| Neubrandenburg              | 26.400    | 655,83        | 40                  |
| Neustrelitz                 | 52.400    | 1.199,93      | 44                  |
| Parchim                     | 38.000    | 676,75        | 56                  |
| Pasewalk                    | 41.000    | 843,68        | 49                  |
| Ribnitz-Damgarten           | 63.900    | 941,66        | 68                  |
| Röbel/Müritz                | 16.900    | 543,65        | 31                  |
| Rostock                     | 37.600    | 689,15        | 55                  |
| Rügen (in Bergen auf Rügen) | 84.600    | 973,26        | 87                  |
| Schwerin                    | 33.800    | 856,53        | 39                  |
| Sternberg                   | 22.300    | 493,46        | 45                  |
| Stralsund                   | 23.800    | 593,43        | 40                  |
| Strasburg                   | 23.700    | 620,69        | 38                  |
| Teterow                     | 30.400    | 675,15        | 45                  |
| Ueckermünde                 | 49.000    | 788,99        | 62                  |
| Waren                       | 52.000    | 1.008,67      | 52                  |
| Wismar                      | 32.200    | 588,49        | 55                  |
| Wolgast                     | 57.400    | 542,31        | 106                 |

## Niedersachsen
| Kreisfreie Stadt              | Einwohner | Fläche in km2 | Bev.-Dichte Ew./km2 |
| ----------------------------- | --------- | ------------- | ------------------- |
| Braunschweig                  | 258.500   | 192,06        | 1.346               |
| Salzgitter                    | 114.800   | 223,92        | 513                 |
| Wolfsburg                     | 129.200   | 203,95        | 633                 |
| Landkreis                     | Einwohner | Fläche in km2 | Bev.-Dichte Ew./km2 |
| Gifhorn                       | 142.300   | 1.561,77      | 91                  |
| Göttingen                     | 259.200   | 1.116,97      | 232                 |
| Goslar                        | 162.500   | 964,97        | 168                 |
| Helmstedt                     | 100.400   | 673,77        | 149                 |
| Northeim                      | 150.900   | 1.226,60      | 119                 |
| Osterode am Harz              | 90.100    | 636,04        | 142                 |
| Peine                         | 120.900   | 534,40        | 226                 |
| Wolfenbüttel                  | 118.300   | 722,17        | 164                 |
| Regierungsbezirk Braunschweig | 1.647.100 | 8.096,62      | 203                 |

| Kreisfreie Stadt           | Einwohner | Fläche in km2 | Bev.-Dichte Ew./km2 |
| -------------------------- | --------- | ------------- | ------------------- |
| Hannover                   | 514.400   | 204,08        | 2.521               |
| Landkreis (ggf. Sitz)      | Einwohner | Fläche in km2 | Bev.-Dichte Ew./km2 |
| Diepholz                   | 189.900   | 1.987,21      | 96                  |
| Hameln-Pyrmont (in Hameln) | 159.300   | 799,33        | 199                 |
| Hannover                   | 564.700   | 2.085,72      | 271                 |
| Hildesheim                 | 286.100   | 1.205,28      | 237                 |
| Holzminden                 | 81.700    | 692,52        | 118                 |
| Nienburg (Weser)           | 117.000   | 1.398,43      | 84                  |
| Schaumburg (in Stadthagen) | 155.600   | 675,57        | 230                 |
| Regierungsbezirk Hannover  | 2.068.700 | 9.048,14      | 229                 |

| Landkreis (ggf. Sitz)                   | Einwohner | Fläche in km2 | Bev.-Dichte Ew./km2 |
| --------------------------------------- | --------- | ------------- | ------------------- |
| Celle                                   | 170.500   | 1.544,90      | 110                 |
| Cuxhaven                                | 192.500   | 2.088,22      | 92                  |
| Harburg (in Winsen (Luhe))              | 199.900   | 1.244,37      | 161                 |
| Lüchow-Dannenberg (in Lüchow)           | 49.400    | 1.219,63      | 40                  |
| Lüneburg                                | 138.500   | 1.062,64      | 130                 |
| Osterholz (in Osterholz-Scharmbeck)     | 96.700    | 650,64        | 149                 |
| Rotenburg (Wümme)                       | 142.100   | 2.069,74      | 69                  |
| Soltau-Fallingbostel (in Fallingbostel) | 126.900   | 1.873,25      | 68                  |
| Stade                                   | 170.500   | 1.265,99      | 135                 |
| Uelzen                                  | 93.700    | 1.453,18      | 64                  |
| Verden                                  | 118.600   | 787,75        | 151                 |
| Regierungsbezirk Lüneburg               | 1.499.400 | 15.260,31     | 98                  |

| Kreisfreie Stadt                        | Einwohner | Fläche in km2 | Bev.-Dichte Ew./km2 |
| --------------------------------------- | --------- | ------------- | ------------------- |
| Delmenhorst                             | 75.500    | 62,35         | 1.210               |
| Emden                                   | 50.900    | 112,40        | 453                 |
| Oldenburg (Oldenburg)                   | 143.800   | 102,95        | 1.397               |
| Osnabrück                               | 164.000   | 119,80        | 1.369               |
| Wilhelmshaven                           | 90.900    | 103,37        | 879                 |
| Landkreis (ggf. Sitz)                   | Einwohner | Fläche in km2 | Bev.-Dichte Ew./km2 |
| Ammerland (in Westerstede)              | 97.100    | 728,12        | 133                 |
| Aurich                                  | 171.700   | 1.282,61      | 134                 |
| Cloppenburg                             | 121.800   | 1.417,55      | 86                  |
| Emsland (in Meppen)                     | 265.900   | 2.880,23      | 92                  |
| Friesland (in Jever)                    | 94.600    | 607,54        | 156                 |
| Grafschaft Bentheim (in Nordhorn)       | 119.900   | 980,68        | 122                 |
| Leer                                    | 146.100   | 1.086,19      | 135                 |
| Oldenburg (Oldenburg) (in Wildeshausen) | 104.500   | 1.062,80      | 98                  |
| Osnabrück                               | 311.600   | 2.121,23      | 147                 |
| Vechta                                  | 106.400   | 812,44        | 131                 |
| Wesermarsch (in Brake)                  | 90.700    | 821,77        | 110                 |
| Wittmund                                | 53.100    | 656,49        | 81                  |
| Regierungsbezirk Weser-Ems              | 2.208.500 | 14.958,52     | 148                 |

## Nordrhein-Westfalen
| Kreisfreie Stadt                  | Einwohner | Fläche in km2 | Bev.-Dichte Ew./km2 |
| --------------------------------- | --------- | ------------- | ------------------- |
| Bochum                            | 397.400   | 145,40        | 2.733               |
| Dortmund                          | 599.900   | 280,23        | 2.141               |
| Hagen                             | 214.100   | 160,37        | 1.335               |
| Hamm                              | 180.100   | 226,10        | 797                 |
| Herne                             | 178.400   | 51,41         | 3.471               |
| Kreis (ggf. Sitz)                 | Einwohner | Fläche in km2 | Bev.-Dichte Ew./km2 |
| Ennepe-Ruhr-Kreis (in Schwelm)    | 349.700   | 408,22        | 857                 |
| Hochsauerlandkreis (in Meschede)  | 270.000   | 1.956,51      | 138                 |
| Märkischer Kreis (in Lüdenscheid) | 444.500   | 1.058,92      | 420                 |
| Olpe                              | 131.500   | 710,23        | 185                 |
| Siegen-Wittgenstein (in Siegen)   | 290.800   | 1.131,38      | 257                 |
| Soest                             | 279.800   | 1.327,46      | 211                 |
| Unna                              | 407.700   | 542,53        | 752                 |
| Regierungsbezirk Arnsberg         | 3.744.000 | 7.998,76      | 468                 |

| Kreisfreie Stadt            | Einwohner | Fläche in km2 | Bev.-Dichte Ew./km2 |
| --------------------------- | --------- | ------------- | ------------------- |
| Bielefeld                   | 320.000   | 257,63        | 1.242               |
| Kreis (ggf. Sitz)           | Einwohner | Fläche in km2 | Bev.-Dichte Ew./km2 |
| Gütersloh                   | 306.600   | 967,13        | 317                 |
| Herford                     | 239.700   | 449,89        | 533                 |
| Höxter                      | 146.800   | 1.199,54      | 122                 |
| Lippe (in Detmold)          | 343.000   | 1.246,38      | 275                 |
| Minden-Lübbecke (in Minden) | 300.900   | 1.151,96      | 261                 |
| Paderborn                   | 252.200   | 1.244,80      | 203                 |
| Regierungsbezirk Detmold    | 1.909.200 | 6.517,33      | 293                 |

| Kreisfreie stadt            | Einwohner | Fläche in km2 | Bev.-Dichte Ew./km2 |
| --------------------------- | --------- | ------------- | ------------------- |
| Düsseldorf                  | 576.700   | 217,00        | 2.657               |
| Duisburg                    | 536.700   | 232,83        | 2.305               |
| Essen                       | 626.100   | 210,35        | 2.976               |
| Krefeld                     | 245.000   | 137,52        | 1.781               |
| Mönchengladbach             | 260.700   | 170,44        | 1.530               |
| Mülheim an der Ruhr         | 177.200   | 91,26         | 1.941               |
| Oberhausen                  | 224.000   | 77,03         | 2.908               |
| Remscheid                   | 123.400   | 74,60         | 1.655               |
| Solingen                    | 165.600   | 89,46         | 1.851               |
| Wuppertal                   | 383.900   | 168,37        | 2.280               |
| Kreis                       | Einwohner | Fläche in km2 | Bev.-Dichte Ew./km2 |
| Kleve                       | 271.500   | 1.231,30      | 220                 |
| Mettmann                    | 499.500   | 407,80        | 1.227               |
| Neuss                       | 421.900   | 576,10        | 732                 |
| Viersen                     | 273.200   | 562,77        | 485                 |
| Wesel                       | 446.100   | 1.042,24      | 428                 |
| Regierungsbezirk Düsseldorf | 5.231.400 | 5.288,35      | 989                 |

| Kreisfreie Stadt                                  | Einwohner | Fläche in km2 | Bev.-Dichte Ew./km2 |
| ------------------------------------------------- | --------- | ------------- | ------------------- |
| Aachen                                            | 243.200   | 160,82        | 1.512               |
| Bonn                                              | 294.300   | 141,23        | 2.084               |
| Köln                                              | 955.500   | 405,12        | 2.359               |
| Leverkusen                                        | 161.000   | 78,86         | 2.041               |
| Kreis (ggf. Sitz)                                 | Einwohner | Fläche in km2 | Bev.-Dichte Ew./km2 |
| Aachen                                            | 295.600   | 546,56        | 541                 |
| Düren                                             | 245.400   | 941,17        | 261                 |
| Erftkreis (in Bergheim)                           | 421.800   | 704,84        | 598                 |
| Euskirchen                                        | 171.600   | 1.249,17      | 137                 |
| Heinsberg                                         | 221.800   | 627,70        | 353                 |
| Oberbergischer Kreis (in Gummersbach)             | 265.100   | 917,99        | 289                 |
| Rheinisch-Bergischer Kreis (in Bergisch Gladbach) | 261.600   | 437,63        | 598                 |
| Rhein-Sieg-Kreis (in Siegburg)                    | 507.200   | 1.153,43      | 440                 |
| Regierungsbezirk Köln                             | 4.044.100 | 7.364,52      | 549                 |

| Kreisfreie Stadt         | Einwohner | Fläche in km2 | Bev.-Dichte Ew./km2 |
| ------------------------ | --------- | ------------- | ------------------- |
| Bottrop                  | 118.700   | 100,61        | 1.179               |
| Gelsenkirchen            | 293.400   | 104,85        | 2.798               |
| Münster                  | 261.400   | 302,41        | 864                 |
| Kreis                    | Einwohner | Fläche in km2 | Bev.-Dichte Ew./km2 |
| Borken                   | 322.700   | 1.417,54      | 228                 |
| Coesfeld                 | 186.200   | 1.109,55      | 168                 |
| Recklinghausen           | 652.300   | 760,15        | 858                 |
| Steinfurt                | 392.900   | 1.791,51      | 219                 |
| Warendorf                | 258.600   | 1.315,10      | 197                 |
| Regierungsbezirk Münster | 2.486.100 | 6.901,72      | 360                 |

## Rheinland-Pfalz
| Kreisfreie Stadt                      | Einwohner | Fläche in km2 | Bev.-Dichte Ew./km2 |
| ------------------------------------- | --------- | ------------- | ------------------- |
| Koblenz                               | 108.800   | 105,07        | 1.035               |
| Landkreis (ggf. Sitz)                 | Einwohner | Fläche in km2 | Bev.-Dichte Ew./km2 |
| Ahrweiler (in Bad Neuenahr-Ahrweiler) | 117.200   | 787,03        | 149                 |
| Altenkirchen (Westerwald)             | 127.300   | 641,98        | 198                 |
| Bad Kreuznach                         | 150.000   | 863,43        | 174                 |
| Birkenfeld                            | 87.400    | 798,00        | 110                 |
| Cochem-Zell (in Cochem)               | 62.400    | 719,40        | 87                  |
| Mayen-Koblenz (in Koblenz)            | 195.000   | 817,03        | 239                 |
| Neuwied                               | 164.900   | 626,81        | 263                 |
| Rhein-Hunsrück-Kreis (in Simmern)     | 94.200    | 962,93        | 98                  |
| Rhein-Lahn-Kreis (in Bad Ems)         | 122.000   | 782,31        | 156                 |
| Westerwaldkreis (in Montabaur)        | 180.400   | 988,73        | 182                 |
| Regierungsbezirk Koblenz              | 1.409.600 | 8.092,72      | 174                 |

| Kreisfreie Stadt                             | Einwohner | Fläche in km2 | Bev.-Dichte Ew./km2 |
| -------------------------------------------- | --------- | ------------- | ------------------- |
| Frankenthal (Pfalz)                          | 46.900    | 43,78         | 1.072               |
| Kaiserslautern                               | 99.700    | 139,70        | 714                 |
| Landau in der Pfalz                          | 37.600    | 82,95         | 453                 |
| Ludwigshafen am Rhein                        | 163.700   | 77,67         | 2.108               |
| Mainz                                        | 180.800   | 97,76         | 1.849               |
| Neustadt an der Weinstraße                   | 52.200    | 117,14        | 446                 |
| Pirmasens                                    | 47.600    | 61,40         | 776                 |
| Speyer                                       | 47.000    | 42,59         | 1.104               |
| Worms                                        | 76.900    | 108,74        | 707                 |
| Zweibrücken                                  | 34.000    | 70,68         | 481                 |
| Landkreis (ggf. Sitz)                        | Einwohner | Fläche in km2 | Bev.-Dichte Ew./km2 |
| Alzey-Worms (in Alzey)                       | 106.300   | 588,04        | 181                 |
| Bad Dürkheim                                 | 125.100   | 594,81        | 210                 |
| Donnersbergkreis (in Kirchheimbolanden)      | 70.400    | 645,44        | 109                 |
| Germersheim                                  | 110.500   | 463,46        | 238                 |
| Kaiserslautern                               | 101.100   | 639,80        | 158                 |
| Kusel                                        | 77.000    | 552,06        | 139                 |
| Ludwigshafen                                 | 136.200   | 304,89        | 447                 |
| Mainz-Bingen (in Mainz)                      | 173.800   | 605,85        | 287                 |
| Pirmasens                                    | 101.300   | 953,76        | 106                 |
| Südliche Weinstraße (in Landau in der Pfalz) | 101.900   | 159           |                     |
| Regierungsbezirk Rheinhessen-Pfalz           | 1.890.100 | 6.830,42      | 277                 |

| Kreisfreie Stadt                  | Einwohner | Fläche in km2 | Bev.-Dichte Ew./km2 |
| --------------------------------- | --------- | ------------- | ------------------- |
| Trier                             | 98.000    | 117,18        | 836                 |
| Landkreis (ggf. Sitz)             | Einwohner | Fläche in km2 | Bev.-Dichte Ew./km2 |
| Bernkastel-Wittlich (in Wittlich) | 108.500   | 1.177,59      | 92                  |
| Bitburg-Prüm (in Bitburg)         | 91.700    | 1.625,88      | +56                 |
| Daun                              | 59.200    | 911,00        | 65                  |
| Trier-Saarburg (in Trier)         | 128.000   | 1.090,99      | 117                 |
| Regierungsbezirk Trier            | 485.500   | 4.922,64      | 99                  |

## Saarland
| Landkreis (ggf. Sitz)                                    | Einwohner | Fläche in km2 | Bev.-Dichte Ew./km2 |
| -------------------------------------------------------- | --------- | ------------- | ------------------- |
| Merzig-Wadern (in Merzig)                                | 102.300   | 554,77        | 184                 |
| Neunkirchen                                              | 149.400   | 249,14        | 600                 |
| Stadtverband Saarbrückenvgl. Regionalverband Saarbrücken | 361.100   | 410,61        | 879                 |
| Saarlouis                                                | 213.000   | 459,10        | 464                 |
| Saar-Pfalz-Kreis (in Homburg)                            | 155.200   | 420,26        | 369                 |
| Sankt Wendel                                             | 93.500    | 476,13        | 196                 |

## Freistaat Sachsen
Am 3. Oktober 1990 trat der Freistaat Sachsen dem Gültigkeitsbereich des Grundgesetzes der Bundesrepublik Deutschland bei.
Zum 1. Januar 1991 wurden die drei Regierungsbezirke Dresden, Chemnitz und Leipzig eingeführt. Die Landkreise wurden unverändert von den Kreisen der DDR im Gebiet Sachsens übernommen und waren kleiner als die Landkreise der alten Länder der Bundesrepublik Deutschland.
| Kreisfreie Stadt                | Einwohner | Fläche in km2 | Bev.-Dichte Ew./km2 |
| ------------------------------- | --------- | ------------- | ------------------- |
| Chemnitz                        | 291.400   | 129,74        | 2.246               |
| Plauen                          | 71.400    | 58,29         | 1.225               |
| Zwickau                         | 113.600   | 56,98         | 1.994               |
| Landkreis (ggf. Sitz)           | Einwohner | Fläche in km2 | Bev.-Dichte Ew./km2 |
| Annaberg (in Annaberg-Buchholz) | 78.200    | 382,29        | 204                 |
| Aue                             | 112.400   | 364,74        | 308                 |
| Auerbach                        | 67.200    | 233,26        | 288                 |
| Brand-Erbisdorf                 | 35.100    | 353,76        | 99                  |
| Chemnitz                        | 95.500    | 290,66        | 329                 |
| Flöha                           | 50.200    | 263,32        | 191                 |
| Freiberg                        | 76.900    | 309,99        | 248                 |
| Glauchau                        | 61.900    | 174,36        | 355                 |
| Hainichen                       | 62.100    | 318,47        | 195                 |
| Hohenstein-Ernstthal            | 57.100    | 134,30        | 425                 |
| Klingenthal                     | 33.000    | 236,13        | 140                 |
| Marienberg                      | 61.200    | 433,88        | 141                 |
| Oelsnitz                        | 36.100    | 348,23        | 104                 |
| Plauen                          | 22.400    | 307,74        | 73                  |
| Reichenbach                     | 52.200    | 155,22        | 336                 |
| Rochlitz                        | 47.400    | 310,57        | 152                 |
| Schwarzenberg                   | 56.100    | 197,61        | 284                 |
| Stollberg                       | 75.400    | 195,94        | 385                 |
| Werdau                          | 66.500    | 208,17        | 320                 |
| Zschopau                        | 54.400    | 214,15        | 254                 |
| Zwickau                         | 78.000    | 331,86        | 235                 |
| Regierungsbezirk Chemnitz       |           |               |                     |

| Kreisfreie Stadt         | Einwohner | Fläche in km2 | Bev.-Dichte Ew./km2 |
| ------------------------ | --------- | ------------- | ------------------- |
| Dresden                  | 488.000   | 225,75        | 2.162               |
| Görlitz                  | 71.400    | 25,85         | 2.761               |
| Landkreis                | Einwohner | Fläche in km2 | Bev.-Dichte Ew./km2 |
| Bautzen                  | 120.100   | 689,63        | 174                 |
| Bischofswerda            | 62.200    | 316,39        | 197                 |
| Dippoldiswalde           | 43.100    | 458,39        | 94                  |
| Dresden                  | 100.200   | 356,54        | 281                 |
| Freital                  | 75.600    | 313,64        | 241                 |
| Görlitz                  | 27.100    | 359,13        | 75                  |
| Großenhain               | 40.600    | 453,47        | 90                  |
| Hoyerswerda              | 104.600   | 668,37        | 157                 |
| Kamenz                   | 59.200    | 616,67        | 96                  |
| Löbau                    | 91.000    | 399,95        | 228                 |
| Meißen                   | 108.900   | 505,73        | 215                 |
| Niesky                   | 37.500    | 520,79        | 72                  |
| Pirna                    | 104.900   | 520,96        | 201                 |
| Riesa                    | 91.800    | 368,69        | 249                 |
| Sebnitz                  | 48.400    | 351,18        | 138                 |
| Weißwasser               | 57.800    | 524,85        | 110                 |
| Zittau                   | 82.900    | 255,90        | 324                 |
| Regierungsbezirk Dresden |           |               |                     |

| Kreisfreie Stadt         | Einwohner | Fläche in km2 | Bev.-Dichte Ew./km2 |
| ------------------------ | --------- | ------------- | ------------------- |
| Leipzig                  | 507.900   | 145,69        | 3.486               |
| Landkreis                | Einwohner | Fläche in km2 | Bev.-Dichte Ew./km2 |
| Borna                    | 82.000    | 364,18        | 225                 |
| Delitzsch                | 52.600    | 384,36        | 137                 |
| Döbeln                   | 86.000    | 421,54        | 204                 |
| Eilenburg                | 49.400    | 489,34        | 101                 |
| Geithain                 | 34.500    | 271,54        | 127                 |
| Grimma                   | 62.000    | 456,64        | 136                 |
| Leipzig                  | 126.000   | 440,41        | 286                 |
| Oschatz                  | 49.600    | 458,38        | 108                 |
| Torgau                   | 53.800    | 611,90        | 88                  |
| Wurzen                   | 48.500    | 352,22        | 138                 |
| Regierungsbezirk Leipzig |           |               |                     |

## Sachsen-Anhalt
Das Land Sachsen-Anhalt trat bei der deutschen Wiedervereinigung am 3. Oktober 1990 der Bundesrepublik bei. Es wurden am 3. Oktober 1990 die 3 Regierungsbezirke Magdeburg, Halle und Dessau gebildet. Die Landkreise wurden unveränderte aus den zuletzt bestehenden Kreisen der DDR in dem Gebiet des Landes Sachsen-Anhalts übernommen und waren kleiner als die Kreise in den alten Ländern der Bundesrepublik Deutschland.
| Kreisfreie Stadt        | Einwohner | Fläche in km2 | Bev.-Dichte Ew./km2 |
| ----------------------- | --------- | ------------- | ------------------- |
| Dessau                  | 95.800    | 126,19        | 759                 |
| Landkreis               | Einwohner | Fläche in km2 | Bev.-Dichte Ew./km2 |
| Bernburg                | 73.300    | 388,60        | 189                 |
| Bitterfeld              | 119.000   | 454,21        | 262                 |
| Gräfenhainichen         | 37.800    | 465,29        | 81                  |
| Jessen                  | 32.400    | 620,85        | 52                  |
| Köthen                  | 75.600    | 480,27        | 157                 |
| Roßlau                  | 33.500    | 402,82        | 83                  |
| Wittenberg              | 87.900    | 608,48        | 144                 |
| Zerbst                  | 37.200    | 707,30        | 53                  |
| Regierungsbezirk Dessau | 592.400   | 4.254,01      | 139                 |

| Kreisfreie Stadt             | Einwohner | Fläche in km2 | Bev.-Dichte Ew./km2 |
| ---------------------------- | --------- | ------------- | ------------------- |
| Halle (Saale)                | 307.200   | 135,35        | 2.270               |
| Landkreis (ggf. Sitz)        | Einwohner | Fläche in km2 | Bev.-Dichte Ew./km2 |
| Aschersleben                 | 62.200    | 383,08        | 162                 |
| Eisleben                     | 67.000    | 311,32        | 215                 |
| Hettstedt                    | 53.100    | 465,47        | 114                 |
| Hohenmölsen                  | 26.700    | 178,25        | 150                 |
| Merseburg                    | 114.600   | 473,26        | 242                 |
| Naumburg                     | 52.000    | 358,73        | 145                 |
| Nebra                        | 28.800    | 306,77        | 94                  |
| Querfurt                     | 31.100    | 374,15        | 83                  |
| Saalkreis (in Halle (Saale)) | 63.600    | 617,76        | 103                 |
| Sangerhausen                 | 75.600    | 689,62        | 110                 |
| Weißenfels                   | 61.300    | 222,69        | 275                 |
| Zeitz                        | 73.600    | 352,69        | 209                 |
| Regierungsbezirk Halle       | 1.016.800 | 4.869,14      | 209                 |

| Kreisfreie Stadt           | Einwohner | Fläche in km2 | Bev.-Dichte Ew./km2 |
| -------------------------- | --------- | ------------- | ------------------- |
| Magdeburg                  | 277.200   | 171,83        | 1.613               |
| Landkreis                  | Einwohner | Fläche in km2 | Bev.-Dichte Ew./km2 |
| Burg                       | 60.400    | 733,80        | 82                  |
| Gardelegen                 | 37.500    | 818,57        | 46                  |
| Genthin                    | 37.600    | 589,96        | 64                  |
| Halberstadt                | 85.400    | 664,78        | 128                 |
| Haldensleben               | 56.100    | 849,20        | 66                  |
| Havelberg                  | 20.900    | 522,06        | 40                  |
| Klötze                     | 28.200    | 610,56        | 46                  |
| Oschersleben               | 41.200    | 387,24        | 107                 |
| Osterburg                  | 43.000    | 1.065,51      | 40                  |
| Quedlinburg                | 85.100    | 502,62        | 169                 |
| Salzwedel                  | 44.200    | 877,86        | 50                  |
| Schönebeck                 | 80.800    | 434,40        | 186                 |
| Staßfurt                   | 65.800    | 386,21        | 170                 |
| Stendal                    | 93.600    | 953,67        | 98                  |
| Wanzleben                  | 39.800    | 454,45        | 88                  |
| Wernigerode                | 99.500    | 771,53        | 129                 |
| Wolmirstedt                | 44.300    | 525,52        | 84                  |
| Regierungsbezirk Magdeburg | 1.240.700 | 11.319,77     | 110                 |

## Schleswig-Holstein
| Kreisfreie Städte                    | Einwohner | Fläche in km2 | Bev.-Dichte Ew./km2 |
| ------------------------------------ | --------- | ------------- | ------------------- |
| Flensburg                            | 87.000    | 56,36         | 1.544               |
| Kiel                                 | 246.600   | 111,73        | 2.207               |
| Lübeck                               | 215.200   | 214,16        | 1.005               |
| Neumünster                           | 80.900    | 71,56         | 1.130               |
| Kreis (ggf. Sitz)                    | Einwohner | Fläche in km2 | Bev.-Dichte Ew./km2 |
| Dithmarschen (in Heide)              | 129.800   | 1.404,71      | 92                  |
| Herzogtum Lauenburg (in Ratzeburg)   | 160.600   | 1.263,00      | 127                 |
| Nordfriesland (in Husum)             | 153.500   | 2.049,36      | 75                  |
| Ostholstein (in Eutin)               | 190.400   | 1.391,57      | 137                 |
| Pinneberg                            | 270.300   | 662,19        | 408                 |
| Plön                                 | 121.400   | 1.082,41      | 112                 |
| Rendsburg-Eckernförde (in Rendsburg) | 247.700   | 2.185,72      | 113                 |
| Schleswig-Flensburg (in Schleswig)   | 180.600   | 2.071,71      | 87                  |
| Segeberg (in Bad Segeberg)           | 222.300   | 1.344,31      | 165                 |
| Steinburg (in Itzehoe)               | 128.500   | 1.056,25      | 122                 |
| Stormarn (in Bad Oldesloe)           | 199.300   | 766,29        | 260                 |

## Freistaat Thüringen
Der Freistaat Thüringen trat am 3. Oktober 1990 dem Gültigkeitsbereich des Grundgesetzes der Bundesrepublik Deutschland bei. Die Kreise der DDR wurden als Landkreise im Gebiet des Landes Thüringens übernommen. Sie waren in der Regel kleiner als die Landkreise in den alten Bundesländern der Bundesrepublik Deutschland.
| Kreisfreie Stadt   | Einwohner | Fläche in km2 | Bev.-Dichte Ew./km2 |
| ------------------ | --------- | ------------- | ------------------- |
| Erfurt             | 207.200   | 107,62        | 1.925               |
| Gera               | 128.000   | 77,64         | 1.648               |
| Jena               | 101.900   | 58,63         | 1.738               |
| Suhl               | 54.400    | 66,00         | 824                 |
| Weimar             | 60.100    | 51,31         | 1.171               |
| Landkreis          | Einwohner | Fläche in km2 | Bev.-Dichte Ew./km2 |
| Altenburg          | 96.200    | 345,10        | 279                 |
| Apolda             | 46.100    | 242,98        | 190                 |
| Arnstadt           | 62.900    | 501,61        | 125                 |
| Artern             | 52.500    | 473,36        | 111                 |
| Bad Salzungen      | 87.000    | 621,62        | 140                 |
| Eisenach           | 109.300   | 708,41        | 154                 |
| Eisenberg          | 32.200    | 242,33        | 133                 |
| Erfurt             | 46.000    | 533,49        | 86                  |
| Gera               | 55.200    | 469,91        | 117                 |
| Gotha              | 136.000   | 768,33        | 177                 |
| Greiz              | 52.800    | 227,81        | 232                 |
| Heiligenstadt      | 42.100    | 385,53        | 109                 |
| Hildburghausen     | 57.200    | 696,71        | 82                  |
| Ilmenau            | 65.300    | 346,84        | 188                 |
| Jena               | 32.300    | 366,72        | 88                  |
| Langensalza        | 44.500    | 506,61        | 88                  |
| Lobenstein         | 27.700    | 365,05        | 78                  |
| Meiningen          | 67.300    | 705,14        | 95                  |
| Mühlhausen         | 86.900    | 573,79        | 151                 |
| Neuhaus am Rennweg | 35.800    | 320,76        | 112                 |
| Nordhausen         | 105.000   | 714,21        | 147                 |
| Pößneck            | 50.600    | 410,77        | 123                 |
| Rudolstadt         | 64.900    | 468,58        | 138                 |
| Saalfeld           | 56.900    | 337,14        | 169                 |
| Schleiz            | 31.400    | 454,54        | 69                  |
| Schmalkalden       | 62.600    | 405,67        | 154                 |
| Schmölln           | 31.000    | 223,97        | 138                 |
| Sömmerda           | 63.800    | 555,85        | 115                 |
| Sondershausen      | 51.800    | 598,02        | 87                  |
| Sonneberg          | 56.500    | 306,11        | 185                 |
| Stadtroda          | 31.900    | 271,81        | 118                 |
| Suhl               | 43.200    | 386,69        | 112                 |
| Weimar             | 43.600    | 543,32        | 80                  |
| Worbis             | 74.700    | 557,86        | 134                 |
| Zeulenroda         | 37.000    | 262,52        | 141                 |